# Манн, Клаус
Клаус Манн (нем. Klaus Mann; 18 ноября 1906, Мюнхен — 21 мая 1949, Канны) — немецкий писатель, драматург, критик, военный корреспондент, старший сын Томаса Манна (1875—1955). Писал на немецком и английском языках.

## Биография
Родился 18 ноября 1906 года в Мюнхене в семье Томаса и Кати Манн. О своей семье он говорил как о «проблематичном счастье». До 1922 года учился в гимназии Вильгельма (Мюнхен); по его собственным словам, презирал и ненавидел школу, хотя и не страдал от этого. Дома он нередко огорчал отца своими шалостями, родители отдали сына, а затем и дочь Эрику на воспитание в частный интернат в Хохвальдхаузене. Когда интернат закрыли, Эрика вернулась в Мюнхен, а Клаус перешёл в частную школу в Залеме. Там он произвёл впечатление самодовольного, не по годам развитого и способного мальчика. Ему порекомендовали свободную школу педагога-реформатора Пауля Гехеба. Клаус учился в школе Гехеба в Оберхамбахе с сентября 1922 по июнь 1923 года, а затем бросил её по собственному желанию. Он был очень благодарен как самой школе, так и её руководителю, но другие школы решил не посещать. В первой пьесе Клауса Манна «Аня и Эстер» запечатлена его жизнь в частных школах-интернатах.
Бросив школу, Клаус Манн отправился со своей сестрой Эрикой в Берлин; так начиналась его жизнь в отелях, пансионах или у друзей. Весной 1925 года он путешествовал по Европе и влюбился в Париж. С 18 лет он работал критиком в газете «12-Uhr-Blatt» в Берлине.

### Первые успехи
Короткие рассказы Клаус Манн начал писать в 1924 году; уже в следующем году его первый рассказ был опубликован.
Из-за своей гомосексуальности Клаус Манн нередко подвергался нападкам; в 1924 году он был помолвлен с актрисой Памелой Ведекинд, дочерью Франка Ведекинда.
В 1925 году в Гамбурге была поставлена его пьеса «Аня и Эстер» с участием Памелы Ведекинд, Эрики Манн и Густафа Грюндгенса. Пьеса вызвала скандал, поскольку в ней описывалась история двух лесбиянок. 24 июля 1926 года Эрика Манн вышла замуж за Грюндгенса. В 1927 году в лейпцигском театре состоялась премьера пьесы «Ревю четверых», в которой играли обе влюбленные пары; с этим спектаклем они гастролировали по Германии.
Вместе с сестрой Эрикой Клаус в 1927 году предпринял многомесячное путешествие по США, Японии, Корее и СССР; записки об их путешествии в 1929 году публиковались под названием «Вокруг». Благодаря всемирной известности отца и его друзьям им всюду были рады; деньги они зарабатывали лекциями или получали от родителей, но по возвращении из путешествия оказались в долгах. В 1929 году Томас Манн получил Нобелевскую премию и расплатился по долгам своих детей.

### Эмиграция
После прихода нацистов к власти в Германии в феврале 1933 года Клаус Манн вместе с родителями покинул Германию. Жил сначала в Париже, затем в Амстердаме.
Присутствовал на I съезде писателей СССР (июль 1934 года), был военным корреспондентом в Испании.
В 1936 году он эмигрировал в Соединённые Штаты и в 1943 году получил американское гражданство. В годы Второй мировой войны служил в американской армии, воевал в Северной Африке и в Италии.
Умер в Каннах в 1949 году от передозировки снотворного — покончил жизнь самоубийством. Похоронен на кладбище Гран-Жас.

## Творчество
Самым известным романом Клауса Манна является «Мефистофель. История одной карьеры», также известный по оригинальному названию «Мефисто» (Mephisto), написанный в 1936 году и в том же году изданный сначала в Амстердаме, затем в Москве. Роман повествует о жизни Хендрика Хефгена, преуспевающего актёра, режиссёра и интенданта столичного театра. Хендрик Хефген предаёт свой талант ради карьеры, положения и денег. Став на путь компромиссов со своей совестью, Хефген становится соучастником преступлений фашистского режима. «Мефистофель» — роман о взаимоотношениях власти и творческой личности.
Прототипом главного героя Клаусу Манну послужил его зять, известный актёр и режиссёр Густаф Грюндгенс, отказавшийся эмигрировать из Германии вместе с семейством Маннов. Поскольку далеко не всё в «Мефистофеле» соответствовало действительности, при том что герой был весьма узнаваем, на основании жалобы приёмного сына Грюндгенса Петера Горски в 1971 году роман решением суда был запрещён, как оскорбляющий честь и достоинство. Запрет действовал только на территории ФРГ; в ГДР роман издавался с 1956 года. В 1981 году венгерским режиссёром Иштваном Сабо был снят фильм «Мефисто» (в русском прокате «Мефистофель») по роману Клауса Манна. Хендрика Хефгена сыграл Клаус Мария Брандауэр. В 1981 году, в обход запрета, роман был издан и в Западной Германии.
Перу Клауса Манна принадлежат такие романы, как «Патетическая симфония», посвящённая взаимоотношениям П. И. Чайковского с его племянником В. Л. Давыдовым, а также «Бегство на север» и «Вулкан», повествующие о немецких беженцах 1930-х годов.